# Étrœungt
Étrœungt je francouzská obec v departementu Nord v regionu Nord-Pas-de-Calais. V roce 2011 zde žilo 1 399 obyvatel.

## Sousední obce
Avesnelles, Boulogne-sur-Helpe, Féron, La Flamengrie (Aisne), Floyon, Haut-Lieu, Larouillies, Rainsars, Rocquigny (Aisne), Sémeries

## Vývoj počtu obyvatel
Počet obyvatel 